# Mazda Xedos 6
Der Mazda Xedos 6 war eine Mittelklasse-Limousine des japanischen Herstellers Mazda, die oberhalb des Mazda 626 angesiedelt war und von Anfang 1992 bis Spätsommer 1999 hergestellt wurde.
Im Juni 1992 wurde der Xedos 6 in Deutschland eingeführt, ein halbes Jahr nach dem Erscheinen auf dem japanischen Markt. Insgesamt wurden in sieben Jahren 72.101 Fahrzeuge produziert, wovon in Deutschland etwa 20.000 Stück verkauft worden sind.

## Geschichte
Der Xedos 6 war ausschließlich als Stufenhecklimousine mit anfangs nur einem Motor lieferbar und ist das europäische Pendant zum Eunos 500 in Japan. Der 2,0-l-V6 mit 106 kW (144 PS) sollte das von Mazda erwünschte Image als Luxusmodell bestätigen.
Im April 1994 kam noch ein 1,6-l-4-Zylinder-Reihenmotor mit 85 kW (115 PS) hinzu, zeitgleich erfolgte ein Facelift mit geänderten Rückleuchten, es kamen jetzt die des japanischen Modells zum Einsatz (gelb/rot statt weiß/rot). Außerdem entfiel der Heckspoiler auf dem Kofferraumdeckel. Beide Motoren wurden im August 1994 überarbeitet und leisteten nunmehr 79 kW (107 PS) und 103 kW (140 PS).
Im August 1996 änderte sich noch das Mazda-Logo an Front und Heck.
Es gab den Xedos 6 in zwei Ausstattungsvarianten:
- Business, mit Alcantara-Sitzpolstern
- Exclusiv, mit Leder-Sitzpolstern

Als Extras gab es einen Tempomat, Klimaautomatik, ein elektrisches Schiebedach oder ein Automatikgetriebe, welches für beide Motorvarianten lieferbar war.

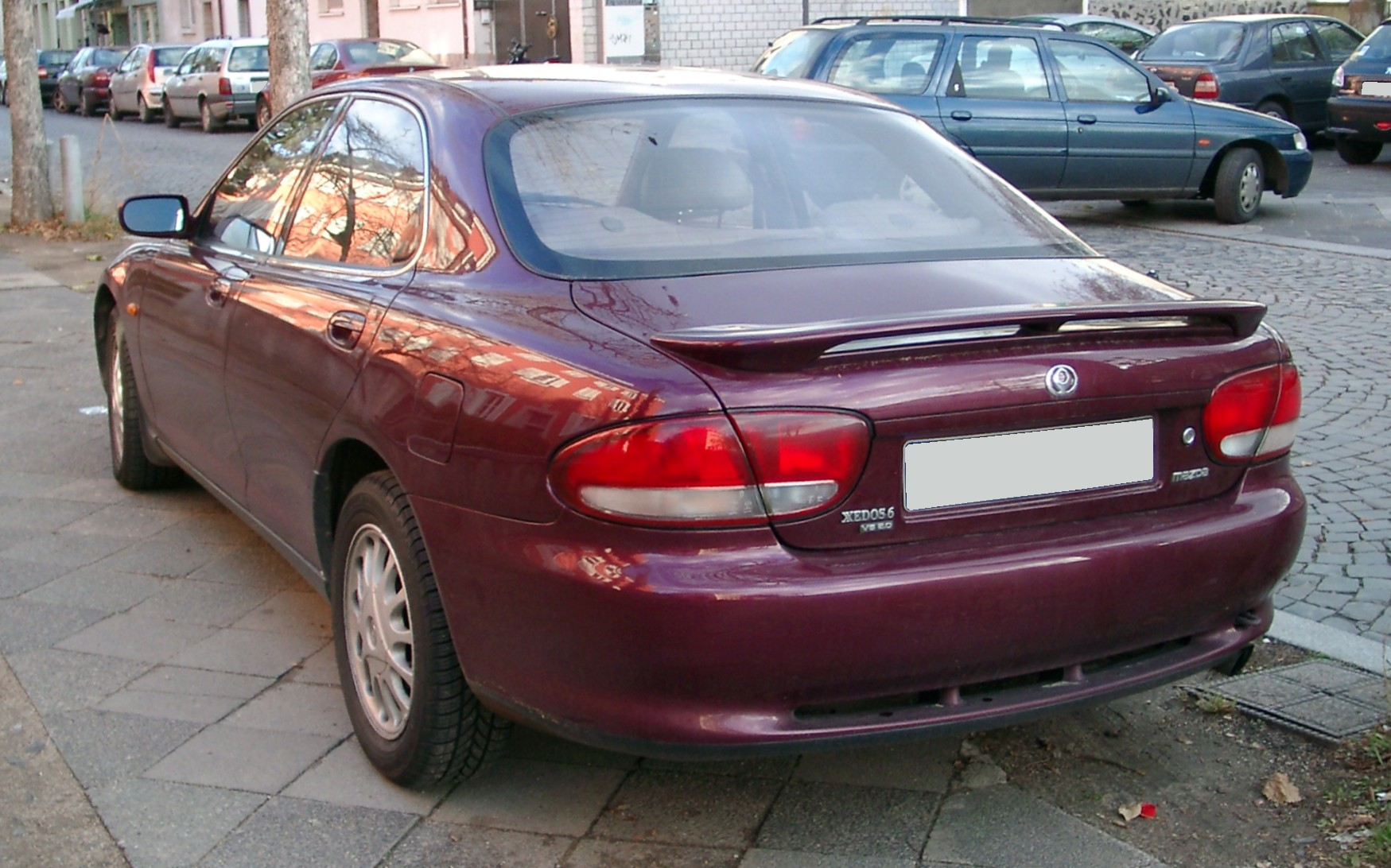
Heckansicht
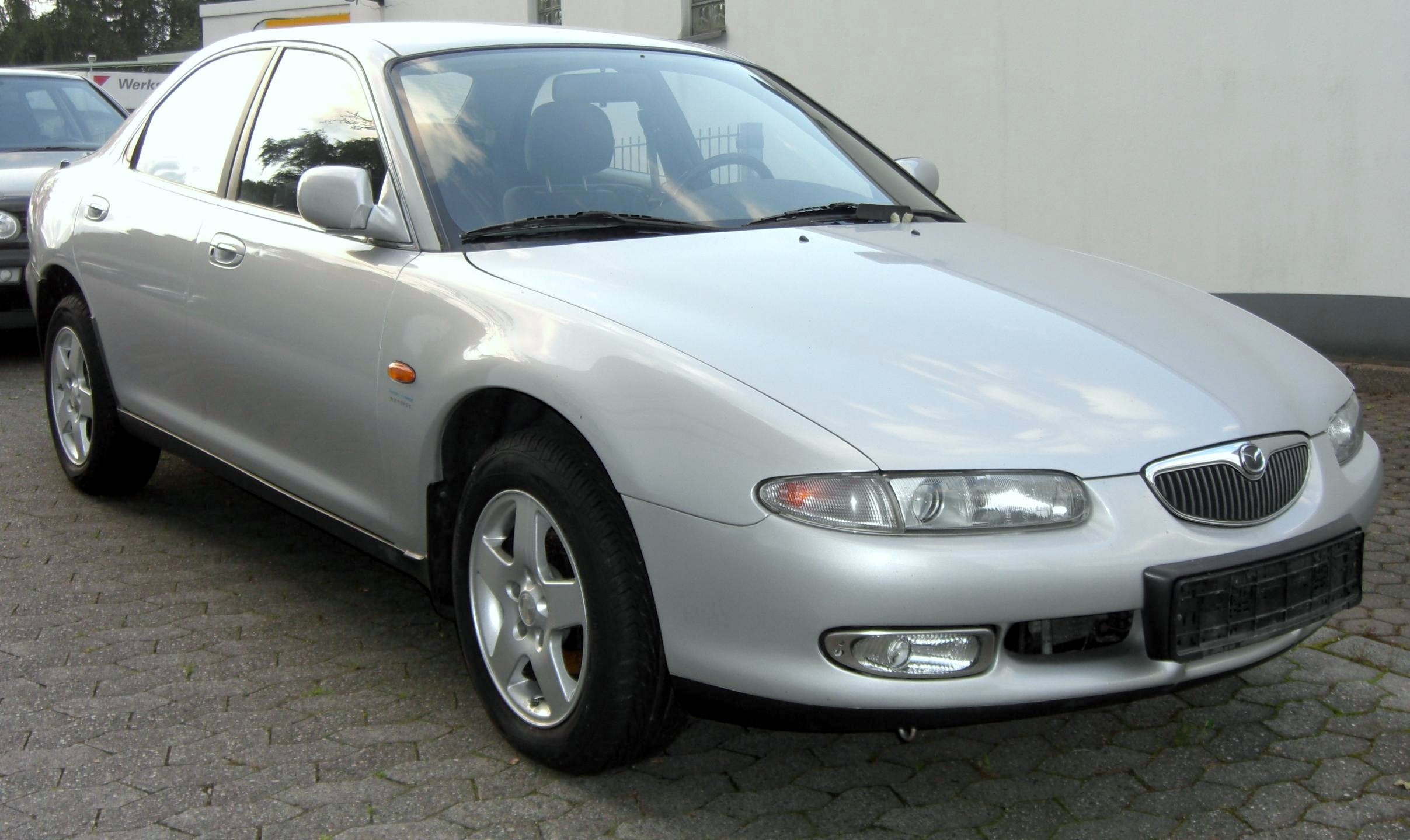
Mazda Xedos 6 (1996–1999)
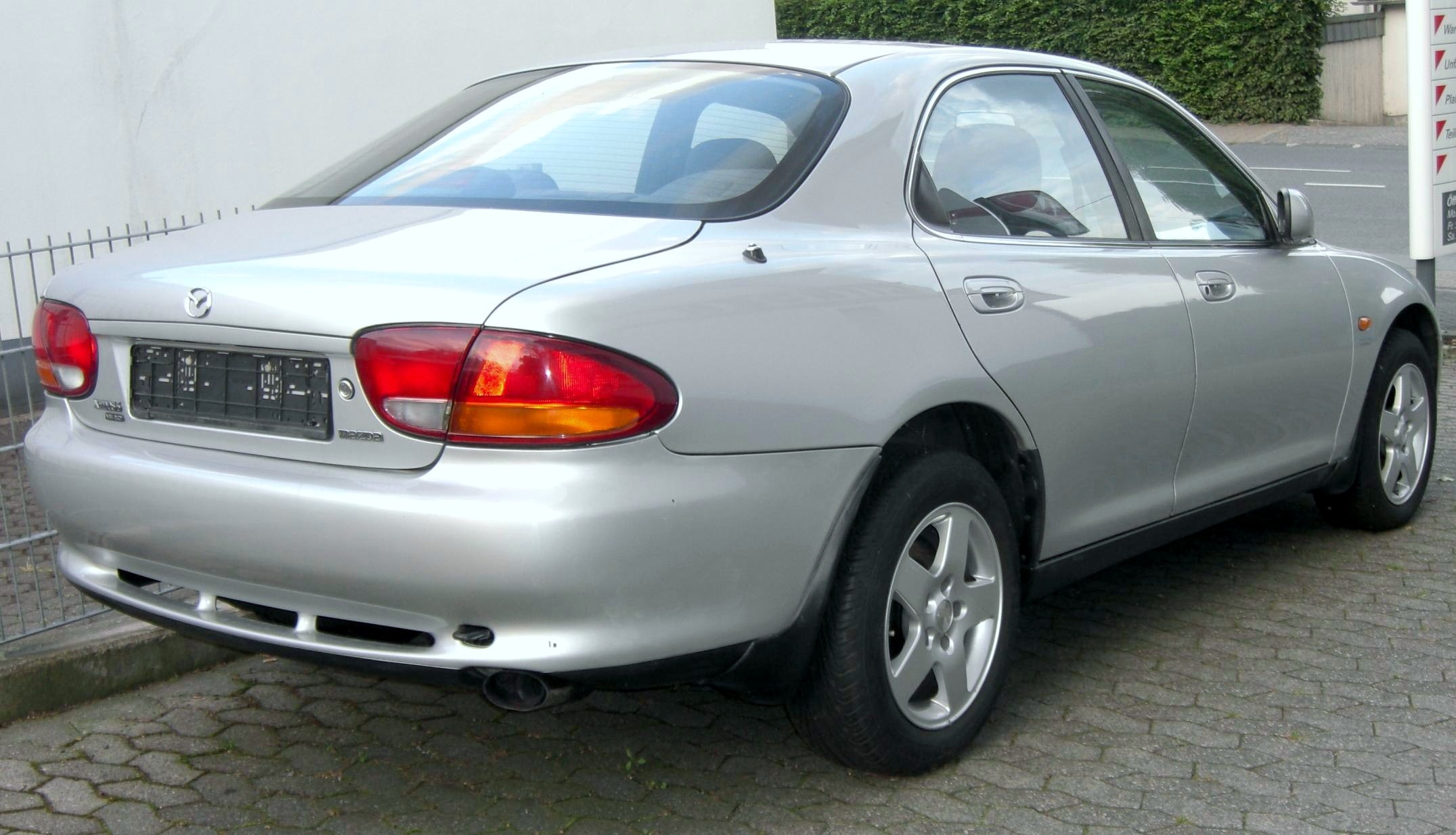
Heckansicht

Im September 1999 wurde die Produktion des Xedos 6 eingestellt. Mazda wertete das Modell und die Positionierungsstrategie als gescheitert. Einen Nachfolger oder die Pläne dafür gibt es nicht.

## Technische Daten
|                                             | 1.6                               | 1.6                        | 2.0                                      | 2.0                                      |
| Bauzeitraum                                 | 06/1994–07/1994                   | 08/1994–09/1999            | 01/1992–07/1994                          | 08/1994–09/1999                          |
| Motorkenndaten                              |                                   |                            |                                          |                                          |
| Motorkennung                                | B6                                | B6                         | KF1                                      | KF1                                      |
| Motortyp                                    | R4-Ottomotor                      | R4-Ottomotor               | V6-Ottomotor mit Aluminium-Zylinderblock | V6-Ottomotor mit Aluminium-Zylinderblock |
| Anzahl Ventile pro Zylinder                 | 2                                 | 2                          | 2                                        | 2                                        |
| Ventilsteuerung                             | DOHC, Zahnriemen                  | DOHC, Zahnriemen           | 2 × DOHC, Zahnräder/Zahnriemen           | 2 × DOHC, Zahnräder/Zahnriemen           |
| Gemischaufbereitung                         | Saugrohreinspritzung              | Saugrohreinspritzung       | Saugrohreinspritzung                     | Saugrohreinspritzung                     |
| Motoraufladung                              | –                                 | –                          | –                                        | –                                        |
| Kühlung                                     | Wasserkühlung                     | Wasserkühlung              | Wasserkühlung                            | Wasserkühlung                            |
| Bohrung × Hub                               | 78,0 mm × 83,6 mm                 | 78,0 mm × 83,6 mm          | 78,0 mm × 69,6 mm                        | 78,0 mm × 69,6 mm                        |
| Hubraum                                     | 1598 cm³                          | 1598 cm³                   | 1995 cm³                                 | 1995 cm³                                 |
| Verdichtungsverhältnis                      | 9,4:1                             | 9,4:1                      | 9,5:1                                    | 9,5:1                                    |
| max. Leistung bei min−1                     | 85 kW (115 PS) /6500              | 79 kW (107 PS) /6200       | 106 kW (144 PS) /6000                    | 103 kW (140 PS) /6000                    |
| max. Drehmoment bei min−1                   | 135 Nm /5500                      | 138 Nm /3600               | 172 Nm /5000                             | 170 Nm /5000                             |
| Abgasnorm                                   | Euro 1                            | Euro 2                     | Euro 1                                   | Euro 2                                   |
| Kraftübertragung                            |                                   |                            |                                          |                                          |
| Antrieb                                     | Vorderradantrieb                  | Vorderradantrieb           | Vorderradantrieb                         | Vorderradantrieb                         |
| Getriebe, serienmäßig                       | 5-Gang-Schaltgetriebe             | 5-Gang-Schaltgetriebe      | 5-Gang-Schaltgetriebe                    | 5-Gang-Schaltgetriebe                    |
| Getriebe, optional                          | 4-Stufen-Automatikgetriebe        | 4-Stufen-Automatikgetriebe | 4-Stufen-Automatikgetriebe               | 4-Stufen-Automatikgetriebe               |
| Messwerte                                   |                                   |                            |                                          |                                          |
| Höchstgeschwindigkeit                       | 200 km/h (173 km/h)               | 184 km/h (175 km/h)        | 214 km/h (201 km/h)                      | 214 km/h (201 km/h)                      |
| Beschleunigung, 0–100 km/h                  | 10,3 s (13,7 s)                   | 11,9 s (13,2 s)            | 9,3 s (12,0 s)                           | 9,4 s (12,1 s)                           |
| Kraftstoffverbrauch auf 100 km (kombiniert) | 7,5 l S (7,9 l S)                 | 7,2 l S (7,4 l S)          | 7,6 l S (8,1 l S)                        | 7,5 l S (7,9 l S)                        |
| Bemerkungen                                 |                                   |                            |                                          |                                          |
|                                             | nicht für E10-Kraftstoff geeignet |                            |                                          |                                          |

1. ↑  Werte in runden Klammern („( )“) für Automatikgetriebe.